# Rob Rock
Rob Rock (Orlando, 29 de junio de 1969) es un cantante estadounidense de heavy metal. Se hizo popular, en parte, por ser el vocalista de la banda Impellitteri. Actualmente trabaja en su carrera en solitario y ha vuelto como cantante de Impellitteri, además de trabajar en otros proyectos.

## Biografía
Rob Rock inició su carrera en 1983 cuando se unió a Vice junto a Chris Impellitteri. Luego tuvo la oportunidad de trabajar junto a Tommy Aldridge, Tony MacAlpine y Rudy Sarzo en un proyecto titulado M.A.R.S. Pese a la buena crítica recibida, cada uno de estos músicos tomó su propio camino al año siguiente. A partir de allí, hizo algunas contribuciones a distintas bandas de metal, tal es el caso de Angelica, Driver, Axel Rudi Pell, Edguy, Fire of Babylon, Warrior, Mystheria y Avantasia. Igualmente fructífera ha resultado su carrera solista, lanzando cuatro discos al mercado.
En la actualidad, además de ser el cantante en el primer disco del recién formado grupo Fires of Babylon y participar en varias canciones del disco Messenger of the Gods de Mystheria, forma parte, nuevamente, de Impellitteri.

## Discografía en solitario
- Rage of Creation (2000)
- Eyes of Eternity (2003)
- Holy Hell (2005)
- Garden of Chaos (2007)